# Stjepan Ivić
Stjepan Ivić (1914. – 1988.) je bio hrvatski dužnosnik u SSRNH.
Bio je jednim od najpoznatijih hrvatskih proljećara.